# Śmiertelna klątwa
Śmiertelna klątwa (ang. Miss Marple's Final Cases lub Miss Marple's Final Cases and Two Other Stories) - książka napisana przez Agathę Christie, lecz wydana dopiero po jej śmierci w roku 1979. Jest zbiorem ośmiu krótkich opowiadań, w większości z nich występuje panna Jane Marple, detektyw amator, wyręczająca policję w kilku zawiłych sprawach.
- Azyl - Młoda żona pastora Bunch Harmon podczas porządków w kościele znajduje umierającego mężczyznę. Z ust nieszczęśnika padają niezrozumiałe słowa. Czy oby na pewno nic nie znaczą? Czy krewni zmarłego, którzy bardziej troszczą się o jego płaszcz niż o niego, faktycznie są tylko zatroskanymi krewnymi? Panna Marple nie jest skłonna w to uwierzyć.
- Dziwny żart - Młoda para narzeczeńska po śmierci bogatego wuja powinna odziedziczyć ogromną sumę pieniędzy. Zmarły nie zostawia jednak ani grosza. Jedyna wskazówka to gest, który wykonał przed śmiercią - dotknął palcem powieki. Zdesperowani narzeczeni proszą o pomoc pannę Marple.
- Narzędzie zbrodni - Wiejska krawcowa znajduje zwłoki jednej z mieszkanek St Mary Mead. Głównym podejrzanym staje się mąż. Panna Marple znajduje jednak całkiem inne wytłumaczenie zbrodni.
- Śmiertelna klątwa - Harry Laxton po zawarciu związku małżeńskiego wraca wraz ze swą wybranką do rodzinnej wioski. Postanawiają wybudować nowy dom na miejsce mieszkania starej pani Murgatroyd. Kobieta przeklina ich i rzuca klątwę. Niedługo później panna młoda ginie w tragicznym wypadku. Wypadek ten, pozornie spowodowany przez śmiertelną klątwę okazuje się misternie zaplanowanym morderstwem. Rozwinięciem fabuły tego opowiadania jest powieść "Noc i mrok".
- Idealna służąca - Młoda służąca Gladys zostaje zwolniona z domu panien Skinner w wyniku niesłusznego oskarżenia o kradzież. Panna Marple postanawia wstawić się za dziewczyną. Niedługo potem panny Skinner zatrudniają kolejną służącą, istny ideał. Kobieta okazuje się jednak złodziejką i ucieka okradając całą okolicę. Panna Marple podsuwa bezradnej policji pomysł, który rozwiązuje całą sprawę.
- Opowiadanie panny Marple - Do panny Marple przychodzi pan Rhodes, podejrzewany przez policję o zabójstwo swojej żony. Prosi o wyjaśnienie przez nią całej sprawy, by oczyścić się z podejrzeń.
- Lalka krawcowej - Do zakładu krawieckiego tajemniczym sposobem trafia lalka, która okazuje się posiadać nadnaturalne zdolności. Wędruje po domu, sama siada za biurkiem, zdaje się bacznie obserwować domowników. Czy lalką ktoś manipuluje, czy też faktycznie jest w niej coś niezwykłego?
- Mroczne odbicie - Historia młodego człowieka, którego życie odmieniła dziwna wizja morderstwa, którą zobaczył... w lustrze. Wszystko wskazuje na to, że morderstwo wydarzy się w przyszłości, ofiarą będzie dziewczyna, którą pokochał od pierwszego wejrzenia, a mordercą jej narzeczony. Czy młody człowiek powinien ostrzec dziewczynę?